# Trädgårdstorget

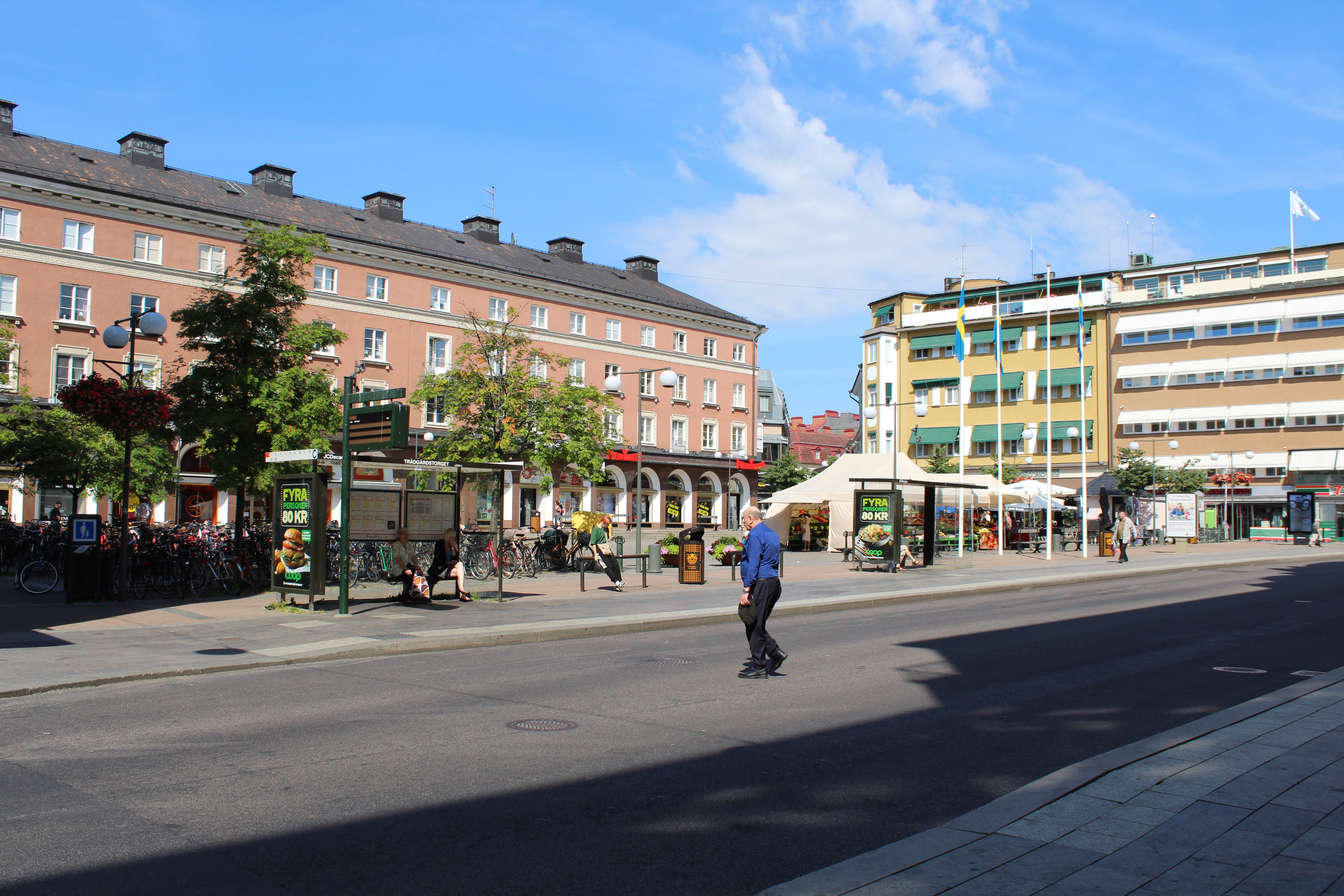
Trädgårdstorget (2018).

Trädgårdstorget är ett större torg i Linköpings innerstad. Där korsas Sankt Larsgatan av Nygatan samtidigt som också Tanneforsgatan och Stora Badstugatan ansluter. Busshållplatserna vid Trädgårdstorget är vältrafikerade och kan användas vid byten mellan vissa stads- och landsbygdslinjer.